# Stridulation
La stridulation est le mécanisme principal de communication acoustique chez les insectes. Il permet d'émettre un signal sonore via l'utilisation de différentes structures. Cette technique est notamment utilisée chez les orthoptères, ensifères, incluant les Grylloidae, chez lesquels la stridulation permet d'émettre une large gamme de signaux sonores impliqués par exemple dans la sélection sexuelle et la territorialité.

## Mécanisme stridulatoire

### Insectes
Chez les orthoptères et notamment les ensifères, la stridulation correspond à un appel sexuel émis par le mâle pour attirer les femelles, un chant de rivalité entre mâles et un chant de cour émis en présence de la femelle. Elle peut aussi servir à effrayer un ennemi.
Chez les grillons et beaucoup de sauterelles, elle se fait par frottement des élytres. Le mouvement stridulatoire correspond au frottement du plectrum (ou grattoir) de l'élytre gauche contre la râpe stridulatoire (ou archet) qui barre transversalement en son tiers antérieur l'élytre droit. Le plectrum est constitué de saillies très espacées les unes des autres et de grande taille, la râpe est formé par un alignement de stries, de côtes ou de dents inclinées dans le même sens, dont la forme et le nombre varient avec les espèces. Souvent comparé à une horloge, l'insecte ouvre et ferme alternativement ses élytres, le son est souvent généré pendant la fermeture des élytres, l'ouverture étant généralement silencieuse. Les chants sont très variés dans leurs structures temporales et spectrales. Une série d'ouvertures-fermetures du plectrum sur la râpe constitue une série élémentaire qui va produire une hémi-syllabe sonore et silencieuse. Chaque hémi-syllabe est composée d'un nombre d'oscillations égal au nombre de dents de la râpe. En effet, chaque oscillation correspond à l'impact d'une dent sur le plectrum. Donc, la durée des hémi-syllabe dépend directement du nombre de dents de la râpe stridulatoire et de la vitesse de fermeture - ouverture des élytres.
Chez des sauterelles comme (Ephippiger), des criquets (Stenobothrus) et chez les corises, le dispositif de friction est le fémur postérieur armé de dents qui frotte contre l'élytre. 
Chez les grillons, l'appareil stridulatoire est complété par deux grandes plages membraneuses sur les ailes (appelées miroir et une harpe) qui amplifient le son. Certains criquets mâles se placent au milieu d'un trou qu'ils ont creusé, à leur taille, dans la terre ou dans le limbe d'une feuille, ce qui permet également d'amplifier le son lorsqu'ils stridulent, à l'instar de la membrane des enceintes. Cette stratégie de reproduction favorise l'attraction des femelles.

### Araignées
La stridulation est également signalée chez les Araignées.
Dans le cas du genre Argyrodes., elle était considérée comme résultant du frottement d' "archers" abdominaux contre des "lyres" céphalothoraciques. Il semblerait plutôt qu'en pareil cas, les organes concernés jouent un rôle dans l'équilibration car ils possèdent une composante nerveuse (Lopez & Juberthie-Jupeau),.

## Mode de stridulation

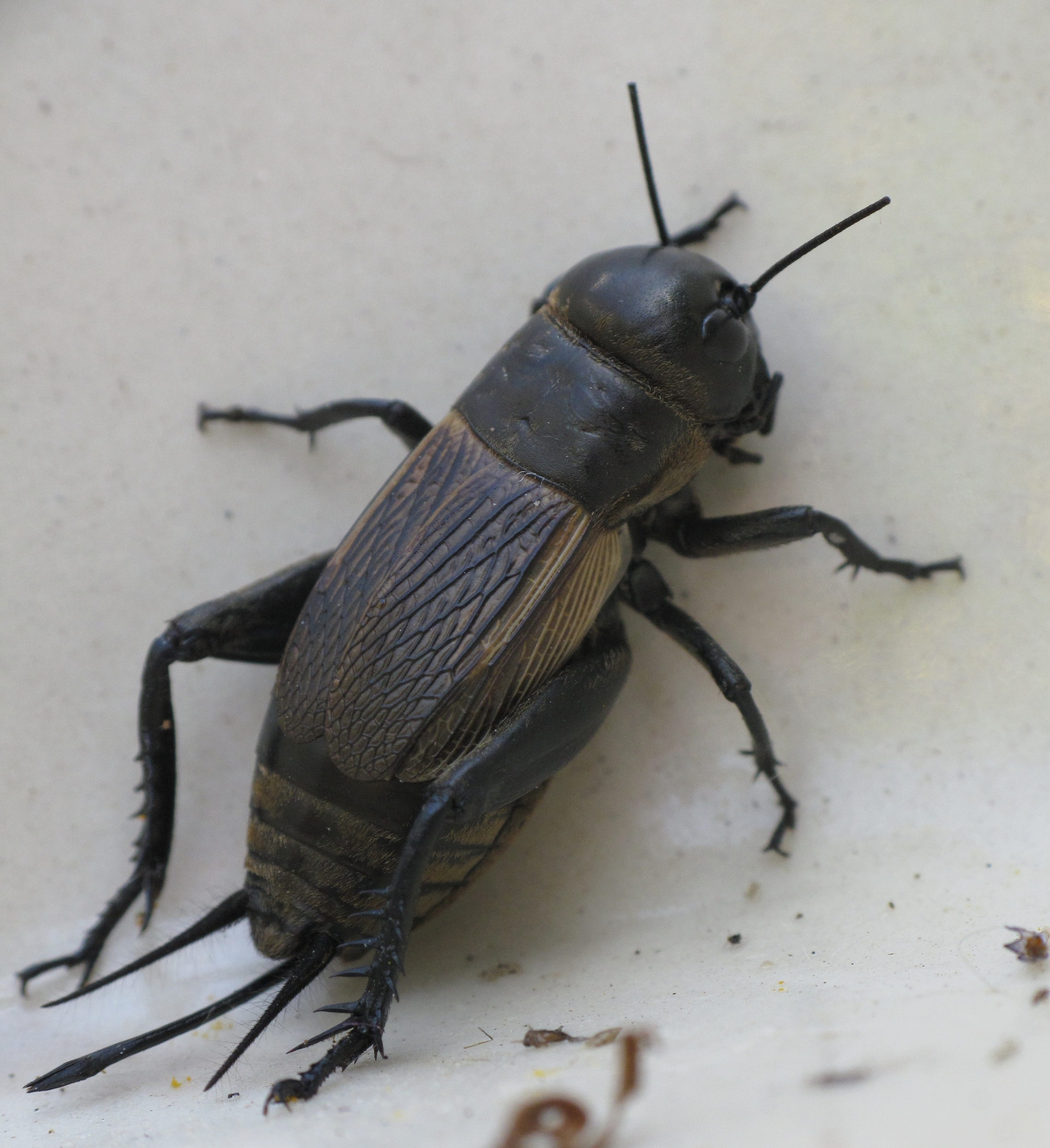
Grillon (Gryllus campestris).

Les différents organes servant à la stridulation, sont :
- Les élytres (grillons, sauterelles) ;
- Les pattes (criquets) ;
- Le thorax (coléoptères) ;
- L'abdomen (coléoptères) ;
- L'édéage (pénis vibro-massant de la tipule)[9].

## Utilisation
La stridulation peut servir à la reproduction, la femelle choisissant, en général, le mâle dont le chant est le plus puissant, mais elle sert également à éloigner un mâle rival (production de « combats de chant » entre mâles grillons pour la domination d'une hauteur, d'une branche, etc.)
Chez d'autres arthropodes, comme certaines espèces de mygale, la stridulation sert de mise en garde pour un éventuel prédateur.

## D'autres modes de communication sonore
D'autres insectes ont choisi d'autres modes de communication, comme :
- La percussion (termite, gâte-bois, etc.) ;
- Circulation d'air (blatte souffleuses) ;
- Bourdonnement des ailes (moustique, bourdon, abeilles) ;
- Déformation de certaines membranes (cigale)